# Webuild
Webuild S.p.A., anciennement Salini Impregilo S.p.A. est le principal groupe italien de bâtiment et travaux publics dont le siège social est situé à Rome et Milan. Son chiffre d'affaires est de 9,9 milliards d'euros en 2023.
Le groupe Webuild SpA est spécialisé dans la technologie des constructions, l'ingénierie. Il réalise des ouvrages d'art et des grands travaux à l'échelle mondiale comme les barrages et les centrales hydroélectriques, les canaux et écluses comme le canal de Panama, les voies ferrées et lignes à grande vitesse, les métros, les aéroports, les autoroutes avec tunnels et viaducs, tous les bâtiments d'habitation et industriels.

## Histoire

### Fiat Impresit
Fiat Impresit S.p.A. était une entreprise italienne d'ingénierie et de travaux publics. C'était la filiale spécialisée de Fiat Group qui a construit la quasi-totalité des usines du groupe Fiat dans le monde. Elle s'est surtout fait connaître pour ses grands travaux à l'étranger :
- Barrage de Kariba à la frontière Zimbabwe/Zambie (1955-59, Rhodésie du Sud)[3], le plus grand barrage du monde à l'époque,
- sauvetage des temples d'Abou Simbel en Égypte en 1968.

### Impregilo
Impregilo S.p.A. était une entreprise italienne indépendante, cotée à la bourse de Milan. Son capital social était de 716 millions d'euros et l'entreprise disposait d'un carnet de commandes qui s'élevait à plus de 13 milliards d'euros.

### Salini
L'entreprise Salini SpA était une des plus importantes entreprises de BTP italiennes, en concurrence directe avec les autres grandes entreprises Fiat Impresit et Astaldi. Son patron emblématique, Pietro Salini, a toujours envisagé les regroupements d'entreprises et a réussi, en 2020, à regrouper sous son nom les majors italiens pour devenir un des premiers groupes mondiaux du BTP, capable d'être présent sur tous les continents.

#### Histoire de Salini
L'entreprise Salini SpA a été créée à Rome en 1936 par Pietro Salini. Elle progresse lentement, comme beaucoup d'entreprises familiales, sans croissance externe ambitieuse jusqu'en 1980. Elle s'est développée sur le marché italien mais s'est intéressée très rapidement aux marchés étrangers, dans les anciennes colonies italiennes notamment.
La première réalisation de l'entreprise a été un stade de 100 000 places que Benito Mussolini a voulu pour accueillir Adolf Hitler à Rome. La première opération d'envergure à l'étranger sera l'aménagement de la zone de Tana Beles, en Éthiopie avec la réalisation de 250 km de routes, 200 km de réseaux d'eau potable, 50 ponts et l'assainissement de 20 000 hectares, en seulement deux ans de travaux. Solidement implantée dans le pays, l'entreprise réalisera, en 2005, la centrale hydroélectrique de Beles d'une capacité de 460 MW et fournir de l'eau pour l'irrigation de 140 000 ha.
Suivirent d'importants projets d'autoroutes en Géorgie, Biélorussie et Turquie et le métro de Stockholm pour 1,7 milliard d'euros.
En association avec Impregilo, depuis 2009, elle réalise le doublement du canal de Panama, l'ouvrage le plus important du XXIe siècle. La mise en service est intervenue en été 2016.
Avec le rachat de l'entreprise Todini SpA en 2009, l'entreprise devient le troisième groupe de constructions italien. Avec le rachat du groupe Impregilo, le groupe Salini-Impregilo est sans conteste le premier de la péninsule par chiffre d'affaires et un des premiers en Europe.

### Salini Impegilo
En 2012, l'entreprise Salini SpA, disposant de liquidités, veut accélérer sa croissance externe et achète en bourse une participation de 29,9 % de l'entreprise Impregilo et en devient l'actionnaire de référence avec le groupe Gavio. Salini propose de monter au capital pour fusionner les deux entreprises. En février 2012, Salini SpA lance une OPA amicale sur Impregilo et recueille 86,5 % des actions. La fusion est validée par le conseil d'administration des deux sociétés en septembre 2013 et devient effectif au 1er janvier 2014. Le groupe retrouve sa cotation à la bourse de Milan en juin 2014.
En 2019, Salini Impregilo annonce vouloir acquérir l'entreprise Astaldi, qui est alors en procédure de faillite, pour un montant de 225 millions d'euros.
En mars 2021, WeBuild annonce l'acquisition de la participation qu'il ne détenait pas dans Astaldi, entreprise de BTP italienne en difficulté financière, après en avoir acquis 66 % en février 2019 pour 225 millions d'euros.

### Fisia Italimpianti
L'histoire de la société Fisia-Italimpianti remonte à 1922, avec la création de la société Ing. Castagnetti & C. S.p.A, spécialisée dans la conception et la réalisation d'installations de traitement des eaux, la gestion des déchets solides urbains et des gaz industriels. Après son incorporation dans le groupe Fiat-Gilardini, elle s'occupe également du traitement des rejets industriels solides.
Jusqu'au 24 mars 2014, le groupe Fisia Italimpianti SpA comprenait la société Fisia Babcock Environment GmbH, une filiale allemande spécialisée dans le traitement des déchets solides et leur valorisation énergétique. Cette filiale a été cédée au groupe Nippon Steel & Sumikin Engineering Co., Ltd.

## Principaux secteurs d'activité du groupe Webuild
Le groupe intervient au niveau mondial dans différentes spécialités :
- Les grands projets :
  - Aéroports
  - Autoroutes
  - Barrages, centrales hydro-électriques, à gaz où nucléaires
  - Voies ferrées normales et à grande vitesse comme la ligne Alta Velocità-Alta Capacità LGV Milan - Gênes / Terzo valico dei Giovi : Tortona/Novi Ligure-Gênes (ligne TGV) ou le Passante ferroviaire de Milan
  - Tunnels
  - Métros
  - Ponts et viaducs comme le Desmond Bridge
  - Ports et ouvrages maritimes comme le Canal de Panama

- Systèmes pour l'environnement
  - Usines de dessalement d'eau et stations de traitement des eaux potables
  - Stations d'épuration des eaux usées
  - Incinérateurs

- Constructions
  - Bâtiments industriels et logements
  - Bâtiments publics
  - Hôpitaux et cliniques

- Concessions de service public
  - Autoroutes
  - Aéroports
  - Hôpitaux

## Composition du groupe Webuild S.p.A.
Au 31 décembre 2022, le groupe italien de constructions et génie-civil comprenait plusieurs sociétés filiales en Italie comme à l'étranger :
- Italie
  - Webuild Italia SpA - General Contractor pour la conception et la réalisation d'ouvrages complexes d'infrastructures,
  - Fisia-Italimpianti SpA - 5e leader mondial du traitement d'eau et du dessalement de l'eau de mer[13]. Présent avec des filiales dans 8 pays : Abu Dhabi, Émirats arabes unis, Espagne, France, Arabie saoudite, Argentine, Oman et Turquie.
  - NBI SpA - Société d'ingénierie d'installations HVAC et de maintenance industrielle, développeur de systèmes de gestion intégrée,
  - SELI Overseas SpA - Entreprise spécialisée dans la construction d'ouvrages souterrains et les tunnels routiers, ferroviaires, autoroutiers, métros, conduites forcées etc. avec plus de 800 km de galeries creusées en 70 ans.
  - Partecipazioni Italia SpA - conception, construction et exploitation de grandes infrastructures complexes en Italie : lignes ferroviaires et de métro, travaux routiers, ports, aéroports, ouvrages hydrauliques, centrales hydroélectriques et tous travaux de bâtiment,
  - Cossi Costruzioni - Entreprise spécialisée dans les infrastructures routières avec plus de 1750 km de routes et autoroutes construits en 44 ans. Intégrée dans Salini Impregilo en avril 2019.
- Allemagne
  - Fisia Babcock Environnement GmbH - ex-société Babcock Borsig Power Environnement GmbH rachetée par Fisia Italimpianti SpA en 2002. La société détient 50 % de la société chinoise Shanghai Pucheng Thermal Power Energy Co. Ltd. et revendue en 2014,
- États-Unis
  - Webuild US Holdings, Inc.
    - Lane Construction
    - VSL Electrical Signing & Lighting
- Suisse
  - SCS Costruzioni SA - Entreprise suisse du BTP génie-civil fondée en 1960 et rachetée par Salini Impregilo en 1991. Réalise des ouvrages d'art, barrages (double barrage voute de l'Hongrin, d'Emosson, de Gigerwald), autoroutes (Benghazi-Derna en Libye), ponts (Pont Wadi Kuf en Libye) et viaducs (N2 Viaduc "dei Ronchi" Monte Ceneri au Tessin, Viaduc de Bellinzona à Lugano), tunnels (Gothard, Uetliberg, A9 Contournement de Visp Tunnel Eyholz) centrales nucléaire (Gösgen-Däniken), centrale hydroélectrique (San Lorenzo à El Salvador), Rénovation des bâtiments historiques du Palais des Nations (ONU) à Genève et en 2023, l'autoroute N2 Gentilino-Lamone (Lot 202) dans le Tessin[14].
  - LGV Bauunternehmung AG - entreprise suisse rachetée en 2019 et intégrée dans SCS en 2020.
- Australie
  - Clough - Entreprise de BTP génie-civil créée en 1919 et rachetée en février 2023 par Webuild qui intègre la société australienne avec plus de 1.000 salariés et sa filiale en Nouvelle-Guinée, mais revend les filiales au Canada (EPC - EPCM, Enercore)

## Principales réalisations
Les projets auxquels les entreprises Fiat Impresit, Impregilo, Impregilo-Cogefar ou Salini-Impregilo ont participé comprennent des bâtiments de services publics, des autoroutes, des aéroports, des systèmes de captage, transport et approvisionnement en eau, l'élimination des déchets, des hôpitaux et l'aménagement du territoire. Outre la construction de la quasi-totalité des usines du groupe Fiat dans le monde, les ouvrages les plus importants sont : 
- le barrage de Kariba à la frontière du Zimbabwe et de la Zambie - 1959[15] ;

- le barrage de Dez en Iran - 1963[16] ;

- le sauvetage des Temples d'Abou Simbel en Égypte - 1968 ;

- le barrage de Tarbela au Pakistan - 1976[17] ;

- le projet Lesotho Highlands Water - 1998[18] ;

- le réseau autoroutier Ecorodovias au Brésil - 2002[19] ;

- le barrage de Barotha Ghazi au Pakistan - 2002[20] ;

- le barrage de Nathpa Jhakri en Inde - 2003[21] ;

- l'usine de dessalement Jebel Ali L1 aux Émirats arabes unis - 2005[22] ;

- le complexe hydroélectrique de Kárahnjúka en Islande, 2008[23] ;

- les lignes à grande vitesse Turin-Milan et Bologne-Florence en Italie - 2008[24].

En association avec la société espagnole Sacyr Vallehermoso, le belge Jan de Nul et le panaméen Cusa, Salini-Impregilo a remporté l'appel d'offres pour l'agrandissement du canal de Panama qui doit être achevé en 2016. Après le contentieux qui a opposé Sacyr et le gouvernement du Panama en fin d'année 2013, Salini-Impregilo a pris la direction du groupement de construction et a signé une nouvelle convention d'extension de l'ouvrage avec la fourniture des écluses mécanisées par une société italienne.
- Le groupe a été adjudicataire de la construction de la nouvelle ligne de métro souterrain Cityringen dans le centre-ville de Copenhague longue de 17,4 km comportant 17 stations[27].

- Webuild est le principal partenaire et mandataire du consortium d'entreprises pour la construction du Pont de Messine qui a été relancé par le Président du Conseil italien, Silvio Berlusconi, le 6 mars 2009[28]. Le pont le plus long du monde, 3 300 m. Après avoir été retardé, le projet est redevenu réalité en 2023 ave le lancement de travaux préliminaires et le déblocage des premiers fonds publics.

- Salini Impregilo construit un immense barrage en béton roulé compacté et deux centrales électriques en Éthiopie (2013)[29].

- Pont de Brahia (Roumanie) - 2e pont suspendu le plus long d'Europe, inauguré le 6 juillet 2023[30].

- 3e pont sur le Bosphore (Turquie) - Northern Marmara Motorway & Yavuz Sultan Selim Bridge - le pont hybride (à haubans et suspendu) le plus long (1 408 m) et le plus large du monde (59 m) mis en service en août 2016[31],

### Pont de Messine
En octobre 2005, le groupe Impregilo, mandataire d'un groupement d'entreprises, est déclaré adjudicataire de l'appel d'offres international lancé par l'État italien pour le financement et la construction du Pont sur le détroit de Messine, en battant sur le fil l'autre groupe en lice, l'italien Astaldi SpA. Le montant global du marché était de 3,88 milliards d'euros. Le projet et les travaux devaient être terminés en 70 mois (6 ans). 

Le marché global a été signé par le premier gouvernement Berlusconi le 27 mars 2006.
L'approbation du projet définitif et donc des plans d'exécution par le Comité interministériel italien de programmation économique (CIPE) et par la société concessionnaire « Stretto di Messina » dirigée par Impregilo, devait intervenir sous 10 mois après la signature du marché global. Durant ce laps de temps, c'est-à-dire jusqu'à l'été 2007, le gouvernement italien et la société « Stretto di Messina S.p.A. » pouvaient renoncer au projet. L'abandon du projet par le gouvernement italien comportait une pénalité croissante avec la date à laquelle cette décision serait prise et notifiée aux parties.
C'est en octobre 2007 que le Parlement italien, issu des élections qui renversèrent la majorité Berlusconi, vota l'abandon du projet et la dissolution de la société Stretto di Messina. La proposition de la majorité et du gouvernement Prodi n'a pas été retenue, à cause du refus du parti Italia dei Valori d'Antonio Di Pietro, qui voulait intégrer la société Stretto di Messina dans l'Azienda Nazionale Autonoma delle Strade (ANAS), une forme de Direction de l'équipement italienne.

### Usine d'incinération de Naples
En 2000, la société Fibe créée lors du regroupement des activités de traitement des ordures ménagères des sociétés Fisia, Impregilo, Babcock et Evo Oberrhausen, est désignée adjudicataire à la suite de l'appel d'offres d'État pour la réalisation de l'ensemble d'incinération des ordures ménagères de la région et de la collecte des déchets. Les sociétés Fibe et Fibe Campania sont des sociétés appartenant au groupe Fisia-Italimpianti, contrôlé à 100 % par Impregilo.
Une des raisons principales pour lesquelles le groupe Impregilo a remporté ce contrat était la durée réduite d'étude et de construction de l'incinérateur. Les délais annoncés étaient de seulement 300 jours ouvrés pour la réalisation du complexe d'Acerra.